# Somsak Sithchatchawal
Somsak Sithchatchawal (thailändisch สมศักดิ์ ศิษย์ชัชวาลย์, RTGS Somsak Sit-chat-wan, richtiger Name: Somsak Tasit (สมศักดิ์ ต๊ะสิทธิ์); * 17. Juli 1977 in der Provinz Lampang, Nord-Thailand) ist ein ehemaliger thailändischer Boxer im Superbantamgewicht.

## Profi
Im Jahre 1995 gab Somsak gegen Hernfa Kiatvichien erfolgreich sein Profidebüt. Am 18. März des Jahres 2006 bezwang er Mahyar Monshipour durch technischen K. o. in der 10. Runde und wurde dadurch WBA-Weltmeister. Diesen Titel verlor er allerdings in seiner ersten Titelverteidigung an Celestino Caballero im Oktober desselben Jahres.